# Roger Cotes
Roger Cotes FRS (Burbage (Leicestershire, Engeland), 10 juli 1682 – Cambridge, 5 juni 1716) was een Engelse wiskundige die bekend is vanwege zijn nauwe samenwerking met Isaac Newton.
Cotes groeide op in een gezin met drie kinderen. Zijn oudere broer en jongere zus overleden echter op jonge leeftijd. Zijn vader was de voorganger van de Anglicaanse kerk in Burbage. Hij ging aanvankelijk naar de Leicester School waar zijn talent voor wiskunde werd opgemerkt door een oom, John Smith die daar docent was en hem begeleidde. Cotes ontwikkelde een hechte band met diens zoon Robert Smith.  Cotes ging hierna naar de St Paul's School in Londen en studeerde vervolgens aan het Trinity College in Cambridge, in 1699. Hij ontving zijn Bachelorgraad in 1702 en behaalde zijn Mastergraad in 1706.
Cotes was de proeflezer van de tweede editie van Newtons beroemde boek de Principia. Hij is ook opsteller van de kwadratuurformules die bekendstaan als de formules van Newton-Cotes. Ook introduceerde hij als eerste wat vandaag de dag bekendstaat als de formule van Euler. Hij was van 1707 tot aan zijn dood de eerste hoogleraar astromomie en experimentele filosofie die de Plumian Chair vervulde aan aan de Universiteit van Cambridge.
Cotes overleed op 33-jarige leeftijd in Cambridge, Engeland op 5 juni 1716.